# Bazoilles-et-Ménil
Bazoilles-et-Ménil é uma comuna francesa na região administrativa do Grande Leste, no departamento de Vosges. Estende-se por uma área de 5.77 km², e possui 110 habitantes, segundo o censo de 2018, com uma densidade de 19 hab/km².